# CK Zapruđe
Curling club Zapruđe je ženski curling klub sa sjedištem u Zagrebu. 
Utemeljen je 2004. godine. Sjedište je na adresi Vučetićev prilaz 3/9.

Na prvom PH u curlingu 2006. nije bilo ženskog prvenstva, ali su se natjecale s muškim sastavima izvan konkurencije, osvojivši među njima drugo mjesto.
Na drugom PH u curlingu održanom 2007. su bili jedine sudionice uz novoosnovani klub Croling. Zapruđe je osvojio naslov prvakinja. 
Na trećem PH u curlingu održanom 2008. članice CK Zapruđe osvojile su zlato u ženskoj konkurenciji.
Budući da su bile izrazito nadmoćne u prvenstvima, predstavljale su i Hrvatsku na međunarodnim natjecanjima, a igrale su već tri sezone u sastavu (stanje 2008.):

Slavica Roso, Marta Muždalo, Zrinka Muhek, Katarina Radonić i skiperica Nikolina Petrić.

## Vanjske poveznice
- Hrvatski curling savez  Arhivirana inačica izvorne stranice od 17. veljače 2009. (Wayback Machine)